# 開著餐車交朋友
《開著餐車交朋友》（Friends by Food Truck），是LINE TV原創的綜藝節目，為台灣首創的餐車美食實境綜藝節目，主持人為黃秋生，第一季搭檔林柏昇、宋柏緯主持。LINE TV、東森綜合台於2021年1月10日首播。第二季搭檔莊凱勛、蔡凡熙主持。

## 播出時間
| 頻道       | 所在地   | 播映日期       | 播出時間        |
| 第一季     | 第一季   | 第一季         | 第一季          |
| ---------- | -------- | -------------- | --------------- |
| LINE TV    | 臺灣     | 2021年1月10日  | 每週日 22:00    |
| 東森綜合台 | 臺灣     | 2021年1月10日  | 每週日 22:00    |
| ASTRO AEC  | 马来西亚 | 2021年4月23日  | 每週五 21:30    |
| 第二季     |          |                |                 |
| LINE TV    | 臺灣     | 2021年10月29日 | 每週五中午12:00 |
| 東森綜合台 | 臺灣     | 2021年10月30日 | 每週六 22:00    |
| ASTRO AEC  | 马来西亚 | 2022年3月25日  | 每週五 21:30    |

## 節目內容
由最道地的台客，帶最熟悉的異鄉人（香港影帝黄秋生），烹調最好吃的食物，結交最真心的朋友，找尋能落腳的根。比起走了多少公里，一路上結交多少朋友，才是衡量一趟旅行的最好方法。
餐車所到之處皆跟主理人有切身關係，從拜訪圈內友人、蒐尋當地食材、體驗各地文化、美食、美景，激發靈感設計出本集節目專屬菜單。
餐車每站全數收入在不扣除成本下全數捐贈兒童福利聯盟幫助偏鄉地區的小朋友生活和發展。

## 節目列表
| 集數   | 播出日期       | 標題                   | 地點                           | 來賓   |
| 第一季 |                |                        |                                |        |
| 1      | 2021年1月10日  | 餐車兄弟初見面         | 台北                           | 不適用 |
| 2      | 2021年1月17日  | 驚險的餐車初營運       | 台北晶華酒店                   | 鬼鬼   |
| 3      | 2021年1月24日  | 台南慢活之旅           | 台南                           | 溫妮   |
| 4      | 2021年1月31日  | 超熱情！台南交朋友     | 原臺南縣知事官邸               | 不適用 |
| 5      | 2021年2月7日   | 台中吃不停之旅         | 台中                           | 陳柏惟 |
| 6      | 2021年2月14日  | 重磅登場！叉燒包來了！ | 麗寶樂園渡假區                 | 李千那 |
| 7      | 2021年2月21日  | 餐車兄弟高雄交心之旅   | 高雄                           | 不適用 |
| 8      | 2021年2月28日  | 餐車兄弟運動會         | 墾丁國家森林遊樂區牌樓對面廣場 |        |
| 9      | 2021年3月7日   | 友誼破碎的花蓮之旅     | 花蓮                           | 不適用 |
| 10     | 2021年3月14日  | 挽救友情的營業日       | 東大門國際觀光夜市             | 仔仔   |
| 11     | 2021年3月21日  | 環島任務最終場         | 台北                           | 不適用 |
| 12     | 2021年3月28日  | 餐車兄弟道別之旅       | 南港瓶蓋工廠                   | 不適用 |
| 第二季 |                |                        |                                |        |
| 1      | 2021年10月30日 | 新夥伴的初次相遇       |                                |        |
| 2      | 2021年11月6日  | 嘉義首賣前危機         |                                |        |
| 3      | 2021年11月13日 | 首賣日滿載人情味       |                                |        |

## 外部連結
開著餐車交朋友
- 開著餐車交朋友 - LINE TV （页面存档备份，存于）
- 開著餐車交朋友的Facebook專頁
- YouTube上的【開著餐車交朋友】節目預告播放列表 - 東森綜合台
- YouTube上的【LINE TV原創：開著餐車交朋友】播放列表 - LINE TV 共享追劇生活

開著餐車交朋友2
- 開著餐車交朋友2 - 東森綜合 （页面存档备份，存于）
- 開著餐車交朋友2 - LINE TV （页面存档备份，存于）
- YouTube上的【開著餐車交朋友】第二季 節目預告播放列表 - 東森綜合台
- YouTube上的【開著餐車交朋友2】播放列表 - LINE TV 共享追劇生活